# Sistem mina GATOR
Sistem mina GATOR je vojni sistem Sjedinjenih Država od vazdušnih protivtenkovskih i protivpešadijskih mina, razvijen 1980-ih da bi bio kompatibilan sa postojećim kasetnim dozatorima, bio je jedan od prvih sistema koji je koristio kasetne bombe za protivoklopnu borbu. Ovaj sistem je bio osmišljen da obezbedi brzu i efikasnu podršku za jedinice koje se bore protiv oklopnih snaga. Koristi se ga dva različita dispenzera — CBU-78/B koje koristi mornarica od 230 kg (510 lb) i CBU-89/B keje koriste vazduhoplovne snage težine od 450 kg (990 lb). Pored toga, mine se koriste sa kopnenim i helikopterskim minskim sistemom Volcano.
U upotrebi bombe se bacaju iz aviona koji lete brzinama između 200—700 km/h (Mach 0,16—Mach 0,57), a na visinama između 100—1.200 m (330—3.940 ft). Osigurač FMU-140/B kontroliše otvaranje dozatora na jednoj od 10 unapred određenih visina između 90—900 m (300—2.950 ft) koristeći dopler radar ili alternativno osigurač od 1,2 sekunde. Naoružavanje mina počinje kada se dozator otvori aktivacijom vanadijum pentoksidnih baterija. Kružne mine imaju pravougaoni plastični „aerobalistički” adapter. Jednom kada mine stignu do tla, postaju naoružane između 1,2 i 10 sekundi.
Submunicije su bile namenjene za uništavanje oklopnih vozila i drugih ciljeva. One su često imale jaku eksplozivnu moć i mogućnost probijanja oklopa, što je činilo sistem mina GATOR veoma efikasnim protivoklopnim oružjem. Nosilac mina GATOR mogao je da ispusti veliki broj kasetnih bombi u kratkom vremenskom periodu, što je omogućavalo brzo gađanje ciljeva i stvaranje efikasne prepreke za oklopna vozila.
Mine se samouništavaju nakon unapred podešenog vremena koje se može podesiti na 4 sata, 15 sati ili 15 dana. Sve one koje to ne urade biće onesposobljene nakon 40 dana kada se baterije potpuno isprazne. Vreme samouništenja se podešava neposredno pre poletanja aviona pomoću jednostavnog prekidača na dozatoru. Tokom Zalivskog rata stopa bombica za ovaj sistem bila je značajna, u jednom od sedam kuvajtskih sektora ratišta bilo je 205 BLU-91 i 841 BLU-92 bombice. S obzirom da je 89.235 mina BLU-91 i 27.535 BLU-92 korišćeno tokom Zalivskog rata, ovo predstavlja stopu neuspeha od negde između 0,5 i 2% za BLU-91 i od 6 do 21% za BLU-92.  Pored toga, osoblje za čišćenje minskih polja kompanije Conventional Munition Sistems Inc. prijavilo je detonaciju GATOR mina bez očiglednog okidača i spekulisalo se da je ekstremna vrućina kuvajtske pustinje mogla da izazove detonaciju. 
Sistem GATOR obezbeđuje sredstva za brzo postavljanje minskih polja na zemlju korišćenjem taktičkih aviona velike brzine. Tipično GATOR minsko polje je otprilike oko 650 m × 200 m (2.130 ft × 660 ft) i sadrži 432 protivtenkovske mine i 132 protivpešadijske mine. Minska polja se koriste za uskraćivanje područja, preusmeravanje pokretnih kopnenih snaga ili za imobilizaciju ciljeva kao dodatak drugim oružjima za direktni napad. U Zalivskom ratu 1991. američko vazduhoplovstvo je izbacilo 1.105 CBU-89 kasetnih bombi. Jedan od prijavljenih zadataka bio je ometanje kretanja iračkih raketnih bacača Skad.

## Vazduhoplovne kasetne CBU-89/B
CBU-89/B je vazduhoplovna kasetna municija od 450 kg (990 lb) koja sadrži 72 protivtenkovske i 22 protivpešadijske mine, sastoji se od SUU-64 taktičke municije sa opcionim senzorom blizine to jest blizinskim upaljačem FZU-39. TMD je ista opšta konfiguracija koja se koristi za kombinovanu municiju CBU-87/B.
Kada se CBU-89 koristi zajedno sa kompletom repa za navođenje municije ispravljene za vetar, postao je precizno vođena municija označena kao CBU-104. 

## Mornaričke kasetne CBU-78/B
Mornarička CBU-78/B je kasetna municija od 230 kg (510 lb) koja sadrži 45 protivtenkovskih i 15 protivpešadijskih mina. Koristi isti dozator kao Mk7 Rockeie.

## Mine

### Protivtenkovska mina BLU-91/B
BLU-91/B je protivtenkovska mina koja ima nizak ravan cilindar sa pravougaonom aerobalističkom školjkom. Magnetni senzor u mini otkriva potencijalne pokrete meta. Kada pogodna meta dostigne najranjiviju tačku pristupa, onda mina detonira. Mina takođe detonira ako se mina pomera ili ako baterija dostigne određenu tačku niskog napona.
Kada se osigurač aktivira, ispaljuje se malo punjenje koje čisti sve ostatke koji se mogu nalaziti na vrhu mine. Drugo veće punjenje se pokreće 30 ms kasnije, stvarajući eksplozivno formirani penetrator sposoban da probije 70 mm (0,23 ft) oklopa, koristeći Misznai-Schardin efekat. Punjenje je sposobno da probije većinu oklopnih vozila odozdo.
Mina je teška 1,95 kg (4,3 lb) i ima 127 mm (5,0 in) u prečniku, sa 580 g (1,28 lb) eksplozivne mešavine RDKS / Estane.

### Protivpešadijska mina BLU-92/B
Nakon što se mina aktivira uz određeno kašnjenje ispaljuje se skvib koji lansira osam žica iz mine. Napetost na bilo kojoj od žica pokreće minu elektronski; takođe ima prekidač protiv rukovanja. Mina ima efektivni radijus fragmentacije od oko 20 m (66 ft).
Mina je prečnika približno 127 mm (5,0 in) i težak 1,68 kg (3,7 lb). Glavno punjenje mine se sastoji od 420 g (0,93 lb) Kompozicije B-4.

## Uticaj mina na civilno stanovništvo
Međutim, sistem mina GATOR je takođe bio kontroverzan zbog svog uticaja na civilno stanovništvo i dugoročnih posledica koje je ostavljao na terenu. Kasetne bombe su često ostavljale neeksplodirane submunicije koje su predstavljale ozbiljan rizik po civile, posebno decu, jer bi se mogli aktivirati pri kontaktu.
Nakon izvesnog vremena, međunarodna zajednica je izrazila zabrinutost zbog humanitarnog i ekološkog uticaja ovih kasetnih bombi. Kao rezultat toga, mnoge zemlje su se obavezale da će prekinuti korišćenje, proizvodnju i izvoz kasetnih bombi.
U zaključku, sistem mina GATOR predstavlja primer rane upotrebe kasetnih bombi za protivoklopnu borbu. Iako je bio efikasan u borbi protiv oklopnih vozila, ovaj sistem je bio kontroverzan zbog svojih dugoročnih posledica po civile i životnu sredinu. Međunarodne inicijative su rezultirale zabranom korišćenja kasetnih bombi u mnogim zemljama.